# Kensington, Victoria
Kensington är en ort i Australien. Den ligger i delstaten Victoria, nära delstatshuvudstaden Melbourne. Antalet invånare är 9 719.